# Rumänischer Kriegsschauplatz (Erster Weltkrieg)
1916:

Siebenbürgen (Hermannstadt) –
Kronstadt –
Turtucaia –
Dobritsch –
Cobadin (1) –
Flămânda-Offensive –
Cobadin (2) –
Târgu Jiu –
Argesch –
Rimnicul Sarat
1917:

Putna –
Oituz-Pass (1) –
Mărăști –
Mărășești –
Oituz-Pass (2)
Rumänien trat Ende August 1916 (Offizielles Bündnis mit der Entente 17. August 1916; Kriegseintritt 27. August 1916) während der russischen Brussilow-Offensive auf Seiten der Entente gegen die Mittelmächte in den Ersten Weltkrieg ein. Das Kriegsziel, die Besetzung Siebenbürgens, konnte von den Mittelmächten aber verhindert werden, dagegen ging bis zum Jahresende 1916 die Walachei mit der Hauptstadt Bukarest verloren und die Rumänen wurden bis zum Jahresende auf die Grenze der Moldau zurückgedrängt. Bis zum Sommer 1917 konnte sich die rumänische Armee im Raum östlich Focșani reorganisieren und bewies im Verband der russischen Heeresgruppe Schtscherbatschow große Widerstandskraft. Im Dezember 1917 wurde Rumänien nach dem Ausscheiden des Verbündeten Russland zum Waffenstillstand und im Mai 1918 zum Frieden gezwungen. Als sich die Niederlage des Deutschen Reiches an den anderen Fronten abzeichnete, erfolgte im November 1918 der neuerliche Kriegseintritt Rumäniens. Im Frieden von Trianon konnte sich Rumänien schließlich die erstrebten Gebiete in Siebenbürgen sichern.

## Hintergrund

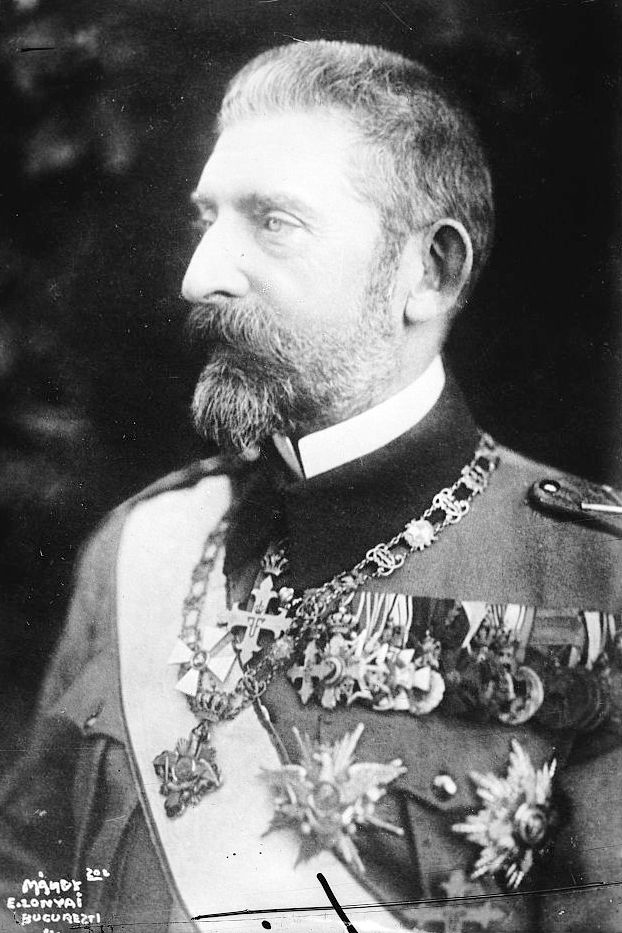
Ferdinand von Rumänien

In den politischen und militärischen Führungszirkeln der kriegsführenden Länder während des Ersten Weltkrieges herrschte die Meinung vor, dass auch der Eintritt kleinerer Staaten das Kampfgeschehen maßgeblich beeinflussen könne. Die Entente versuchte deshalb schon geraume Zeit, das rumänische Königreich auf ihre Seite zu ziehen. Der 1877 unabhängig gewordene Nationalstaat befand sich in einem ethnischen Konflikt mit Österreich-Ungarn, da die zur Donaumonarchie gehörenden Gebiete Siebenbürgens, der Bukowina und des Banats mehrheitlich rumänisch besiedelt waren. Das Verhältnis Rumäniens zum Russischen Kaiserreich war auch nicht spannungsfrei, da das an Rumänien angrenzende, ganz überwiegend von Rumänen besiedelte Bessarabien unter russischer Herrschaft stand. Bei Ausbruch des Weltkrieges im Sommer 1914 hatte der rumänische König Carol I. im rumänischen Kronrat für den Kriegseintritt seines Landes auf Seiten der Mittelmächte votiert, war aber durch die anderen Mitglieder des Kronrates überstimmt worden. Ausschlaggebend für den König war unter anderem die dynastische Verbindung zum deutschen Kaiser (das rumänische Königshaus entstammte einer Seitenlinie des Hauses Hohenzollern), vor allem aber auch ein bereits 1883 erfolgter, aber vage und folgenlos gebliebener Beitritt Rumäniens zum Dreibund. In einer scharfen Auseinandersetzung mit den pro-deutschen Konservativen setzte Ministerpräsident Brătianu 1914 im Kronrat die Neutralität Rumäniens durch. Nach dem Tod Carols I. im Jahr 1914 bestieg sein Neffe Ferdinand I. den rumänischen Königsthron und die Befürworter eines Kriegseintritts auf Seiten der Alliierten gewannen schließlich die Oberhand. Zu den Kriegszielen Rumäniens gehörte die Gewinnung des größten Teils von Siebenbürgen, des Banats und der Bukowina. Bis zum August 1916 gelang es Brătianu, den Kriegseintritt auf der Seite der Alliierten durchzusetzen. Im Vertrag von Bukarest mit den Alliierten ließ sich Rumänien daher diese Gebiete zusichern und erklärte Österreich-Ungarn am 27. August 1916 den Krieg. Dieser Entschluss wurde maßgeblich durch den Erfolg der russischen Brussilow-Offensive bedingt, da die Regierung in Bukarest darin das Zeichen eines nahen Zusammenbruchs der k.u.k. Armee sah. Ein maßgeblicher politischer Akteur bei der Einbindung Rumäniens war Frankreich. Vor allem dessen Oberbefehlshaber Joseph Joffre hatte sich für eine Aufnahme Rumäniens in die Allianz eingesetzt.
Dieselbe Linie vertraten die Abgeordneten der russischen Duma. In militärischen Kreisen stieß das Bemühen, einen neuen Verbündeten zu gewinnen, jedoch auf ein geteiltes Echo. Der Chef des Hauptquartiers, Alexejew, lehnte den Kriegseintritt der Regionalmacht vehement ab. Er hielt die Armee des Königreichs für unfähig und daher eher für eine Belastung als für eine Unterstützung. Außerdem war durch die Neutralität des Staates ein Puffer zwischen Südrussland und den Truppen der Mittelmächte gelegt worden. Sollten diese einen Sieg auf dem neuen Kriegsschauplatz erringen, so könnten sie weiteres russisches Gebiet bedrohen.

## Aufmarsch der rumänischen Armee

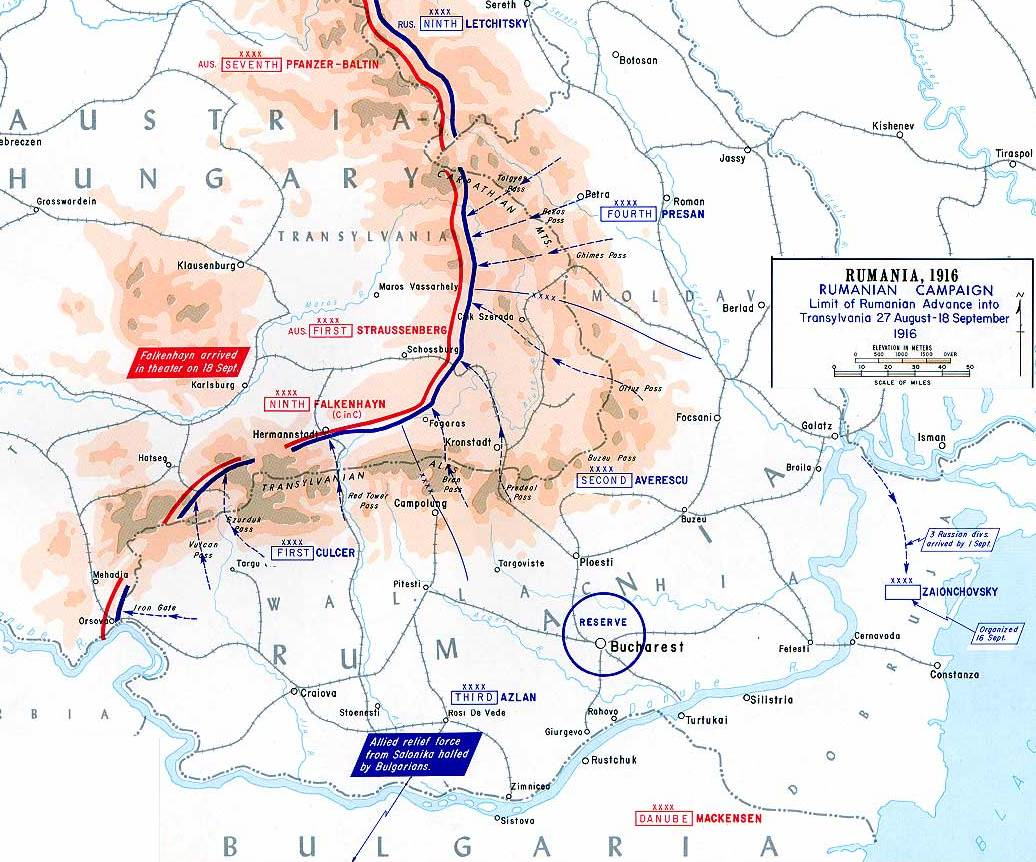
Rumänischer Einmarsch in Siebenbürgen

Die positive Einstellung vieler Militärs und Politiker bezüglich des Kriegseintritts ließ sich in Anbetracht des Zustandes der Armee Ferdinands I. nicht halten. Zahlenmäßig war das rumänische Heer für den bereits am 3. August beschlossenen Angriff gegen Siebenbürgen ausreichend stark. Die Feldarmee verfügte mit 366 Bataillonen, 106 Schwadronen und 325 Batterien über 564.000 Soldaten, doch gab diese Zahl keinen richtigen Aufschluss über ihren wahren Kampfwert. Rumänien konnte die Entente um 23 Infanterie- und 3 Kavallerie-Divisionen verstärken, aber der Armee, insbesondere der obersten Führung fehlte ausreichende Kriegserfahrung. Die Armee verfügte gerade einmal über 1.300 Geschütze, von denen nur 700 den Anforderungen der Zeit entsprachen. Die Logistik der Armee war desaströs, es gab kaum Bahnverbindungen und das Nachschubsystem versagte zu Beginn des Aufmarsches schon nach wenigen Kilometern auf feindlichem Territorium. Ebenso war die Ausrüstung der Armee veraltet. Der Ausbildungsstand der Truppe, die zu großen Teilen aus Analphabeten bestand, war schlecht.
Auch die geographische Lage Rumäniens verschlimmerte die strategische Situation. Die Karpaten im Nordwesten und die Gebirge Siebenbürgens im Westen boten zwar zur Verteidigung ein ausreichendes natürliches Hindernis, waren aber für einen Angriff eher nachteilig. Ebenso lag die ökonomisch reichste Provinz, die Walachei, direkt an der Grenze zur Donaumonarchie im Norden und Bulgarien im Süden. Damit war sie für einen Vorstoß der Mittelmächte von zwei Seiten prädestiniert. Die Donau bot gegen einen Einfall feindlicher Kräfte aus dem Süden durchaus den erwünschten Schutz, sie wurde aber nicht ausreichend gesichert.
Einzig die Südgrenze der Dobrudscha lag dem Feinde fast offen gegenüber, dort blieben die Kräfte der weiträumig zerstreuten rumänischen 3. Armee aber schlecht konzentriert. Die Rumänen verblieben bis zur Ankunft zugesagter russischer Verstärkungen in defensiver Aufstellung. Sie glaubten, nach Erscheinen der russischen Kräfte würden die Bulgaren keinen Angriff wagen, und überließen damit dem Gegner die Initiative.
Für die Mittelmächte war das Kräfteverhältnis am Tag der Kriegserklärung sehr ungünstig: In Siebenbürgen standen vorerst nur 34.000 Mann der k.u.k. Streitkräfte rund 420.000 Rumänen gegenüber, die Bildung der k.u.k. 1. Armee war erst im Anlaufen. An der Donaufront und in der Dobrudscha standen etwa 70.000 deutsch-bulgarische Soldaten 142.000 Rumänen und 40.000 Russen gegenüber.

## Verlauf der Kampfhandlungen

### Kämpfe in Siebenbürgen

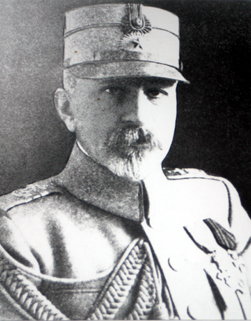
General Constantin Prezan

Die rumänische Armee unternahm bereits Ende August einen Vorstoß ins ungarische Siebenbürgen, von dem sich der französische Generalstabschef Joffre eine Wendung des Krieges erhoffte. Die 1. und 2. Armee unter den Generälen Ioan Culcer und Grigore Crăiniceanu vom Süden und die 4. Armee unter General Constantin Prezan vom Osten rückten bis zu 80 Kilometer tief in die mehrheitlich rumänisch bewohnte Grenzprovinz Ungarns vor. Mit ihren 420.000 Mann konnten sie rein numerisch eine zehnfache Überlegenheit gegen die in Aufstellung begriffene k.u.k. 1. Armee unter Arthur Arz von Straußenburg ins Feld stellen. Dieser Vorteil wurde allerdings nicht genutzt. Die Versorgungsrouten über die Gebirgspässe hinweg und durch das Feindesland waren mangelhaft und die schwache Logistik der Rumänen erwies sich als ein Hauptproblem bei der Offensive. Es gelang den Angreifern zwar, einige wichtige Grenzstädte einzunehmen; die erste größere Stadt Hermannstadt zeigte allerdings schon die Schwächen des rumänischen Heeres auf. Hermannstadt wurde zwar nicht von k.u.k. Truppen verteidigt, doch die rumänische Armee versuchte eine Eroberung aufgrund der Nachschubprobleme gar nicht mehr. Angesichts neuerlicher Versorgungsprobleme, zunehmender Erschöpfung der Truppen und einer deutschen Intervention stellten die beiden Befehlshaber dann jede weitere offensive Aktion ein. Somit wartete die rumänische Angriffsspitze bereits Anfang September 1916 in der Peripherie einer weniger wichtigen ungarischen Provinz die weiteren Ereignisse ab und überließ den Mittelmächten die Initiative. Mitte September standen die zögerlich vorgehenden Rumänen mit der 4. Armee 50 Kilometer westlich der östlichen Karpatenpässe, mit der 2. Armee beiderseits des Gebirges nordöstlich von Fogaras und mit der 1. Armee knapp südlich von Hermannstadt und westlich von Petroseni.

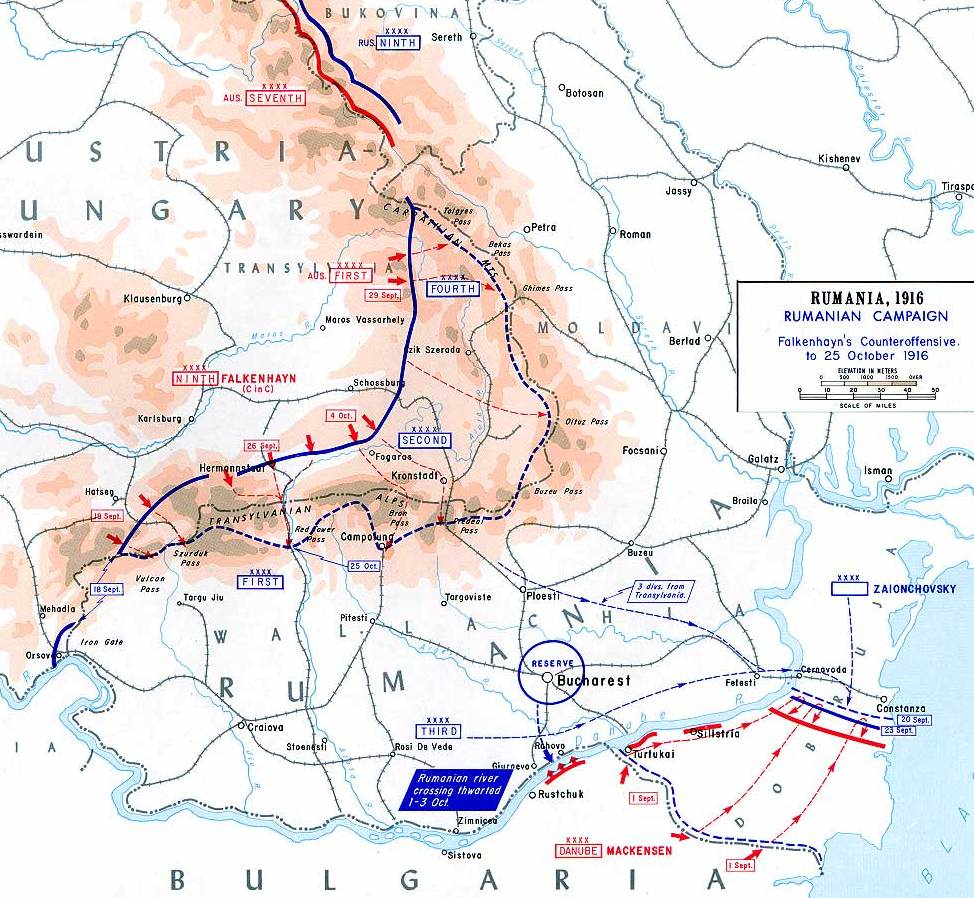
Gegenstoß der Mittelmächte unter Erich von Falkenhayn

Durch die Untätigkeit des rumänischen Heeres konnte sich die Reaktion der Mittelmächte voll entfalten. Der Erste Generalquartiermeister der deutschen Obersten Heeresleitung, Erich Ludendorff, übertrug dem abberufenen Vorgänger Hindenburgs, General der Infanterie Erich von Falkenhayn, das Oberkommando der neuaufgestellten deutschen 9. Armee, welche den Österreichern zu Hilfe eilte. Das österreichische VI. Korps wurde vorerst durch das deutsche I. Reserve-Korps verstärkt. Die 9. Armee führte zwischen dem 26. und 29. September ihren siegreichen Gegenangriff in der Schlacht bei Hermannstadt mit dem XXXIX. Reserve-Korps durch, links durch die k.u.k. 1. Armee (Arz) und das Kavalleriekorps Schmettow gedeckt, rechts durch den Einsatz der Gruppe Krafft. Über den Gebirgskamm kommend, brachten die Truppen des Generals Krafft am 26. September der im Frontalangriff stehenden deutschen 187. Infanterie-Division die nötige Entlastung. Im Rücken des Feindes vordringend, wurde den Rumänen dabei der Rückzug durch den Roten-Turm-Pass versperrt. Danach wandte sich die Armee Falkenhayn gegen die Flanke der östlicher vor der Front der Österreicher stehenden rumänischen 2. Armee. Am 5. Oktober wurden die bereits zurückgehenden Nachhuten der Rumänen im Geisterwald angegriffen und vom 7. bis 9. Oktober in der Schlacht bei Kronstadt in zähem Häuserkampf zum Rückzug gezwungen. Auf dem äußersten linken Flügel der 9. Armee hatte die k.u.k. 71. Infanterie-Division unter Generalmajor Goldbach den weichenden Gegner zum Oituz-Pass zurückgedrängt, südlich davon wurde darauf die Gruppe Morgen (I. Reserve-Korps) gegen das Berecker-Gebirge angesetzt. Zwischen 8. und 10. Oktober kam es zu schweren Gebirgskämpfen um den Törzburger Pass und Predeal. Am 13. Oktober übernahm der österreichische Thronfolger Erzherzog Karl nominell den Oberbefehl der Heeresgruppe in Siebenbürgen, ihr wurden zwischen Dorna Watra bis zum Roten-Turm-Pass von Nord nach Südwest die k.u.k. 7. Armee (Kövess), die k.u.k. 1. Armee (Arz) und die deutsche 9. Armee (Falkenhayn) unterstellt. Mitte Oktober 1916 verhinderten die Verschärfung der Versorgungslage und Schlechtwetter die energische Fortsetzung der Offensive.

### Kämpfe in der Dobrudscha

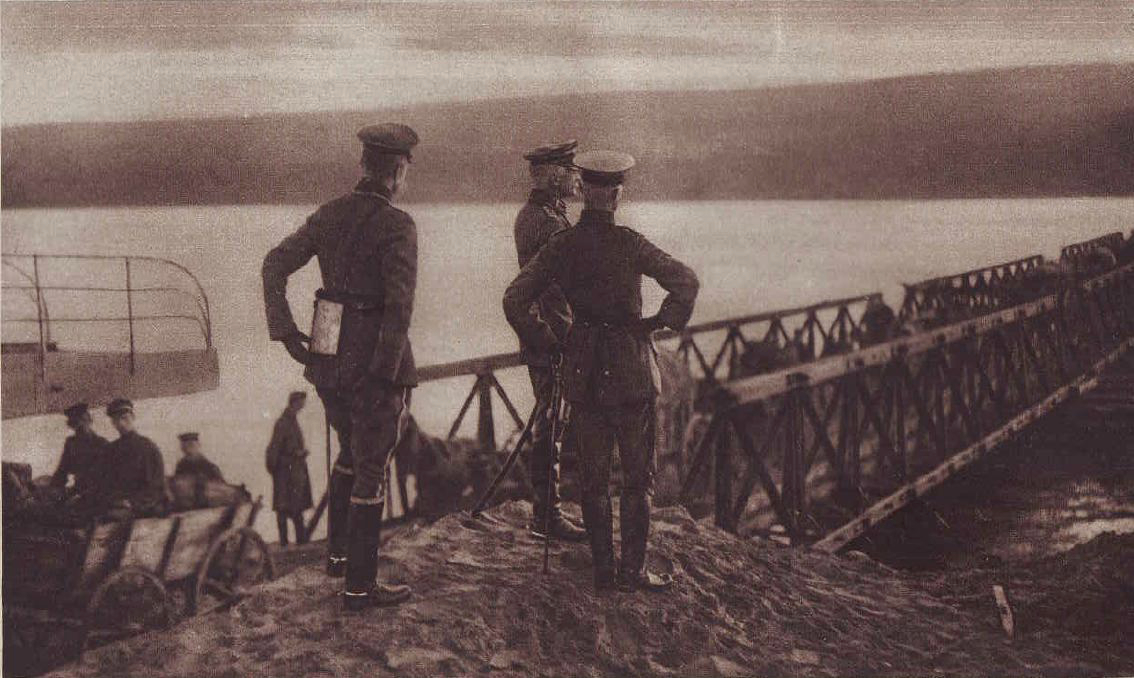
Donauübergang Mackensens bei Sistova

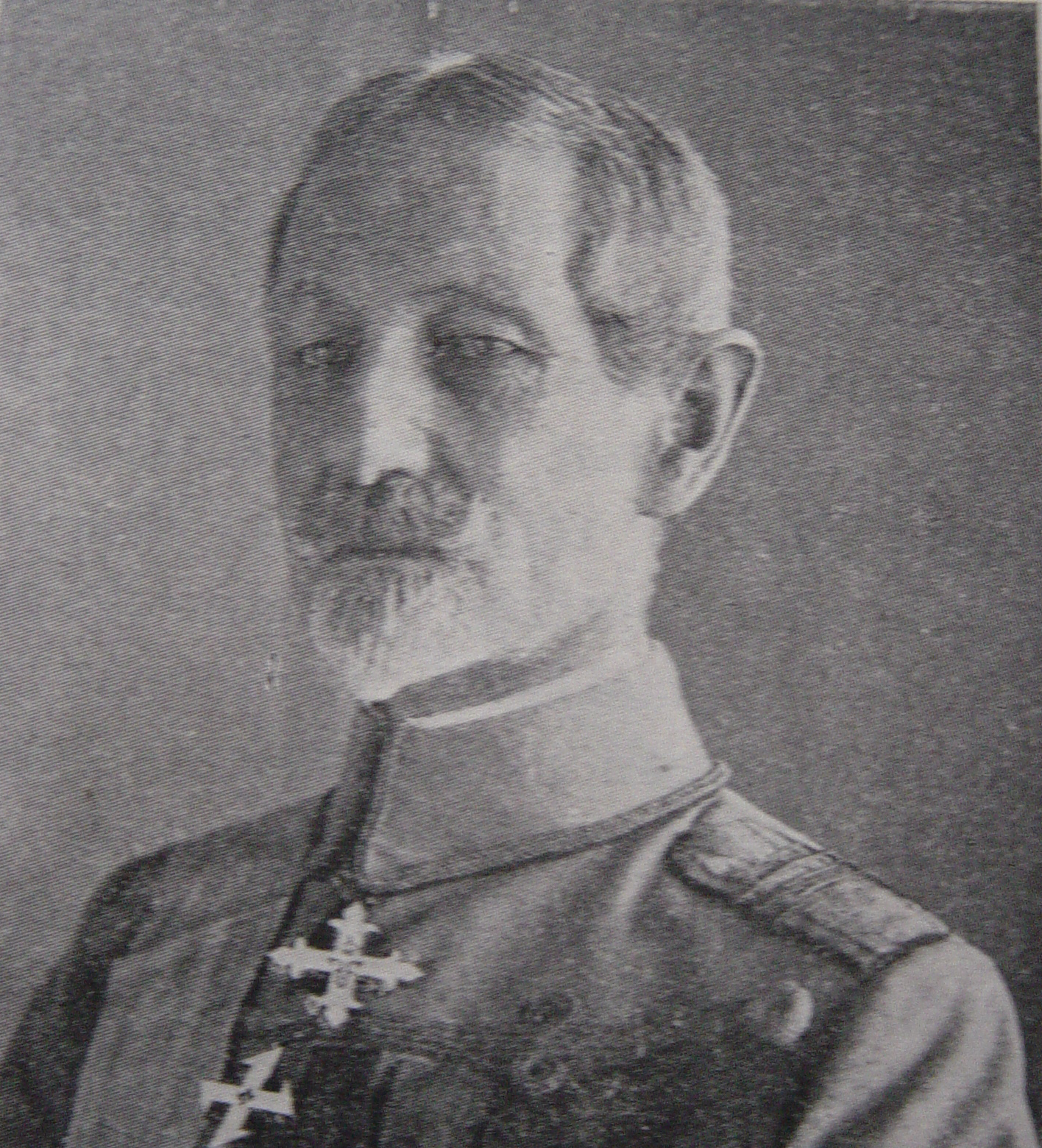
General Alexandru Averescu, zu Kriegsbeginn Oberbefehlshaber der rumänischen 3. Armee

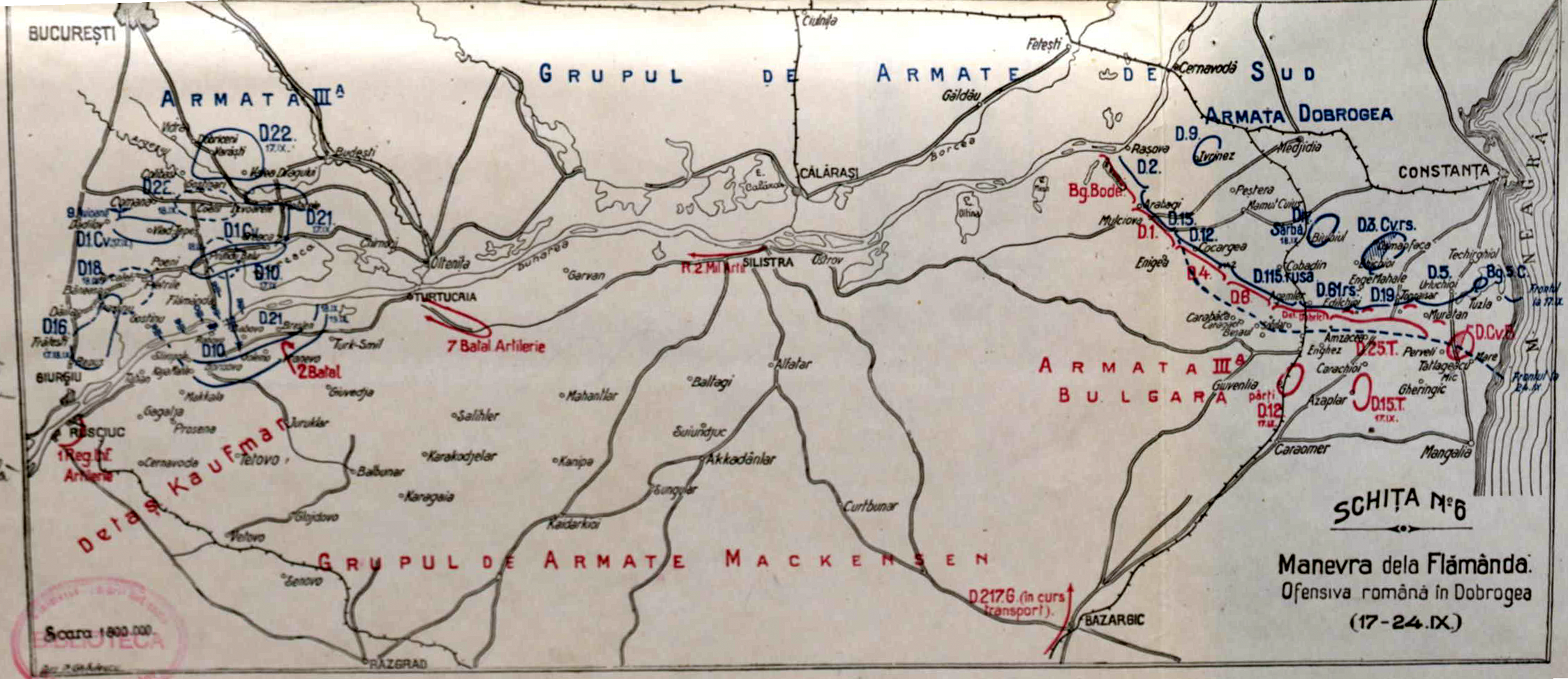
Lage in der Dobrudscha, Ende September 1916

Am 1. September erklärte Bulgarien an Rumänien den Krieg, am nächsten Tag überquerte die bulgarischen Truppen die Grenze zur Dobrudscha. Schon Anfang September hatte die russische Armeeführung unter Michail Wassiljewitsch Alexejew Unterstützungskräfte (russisches XLVII. (47.) Armeekorps) in die bedrohte Dobrudscha geschickt. Die Hilfe der westlichen Alliierten bestand während der ganzen Kampagne nur in Militärmissionen aus höheren Offizieren.
Am 28. August hatte der deutsche General August von Mackensen den Oberbefehl über die aus der bulgarischen 3. Armee, deutschen und österreichischen Einheiten sowie dem osmanischen VI. Korps bestehende Heeresgruppe Mackensen übernommen, deren Feldzug in der Nacht zum 2. September begann. Während sich das Generalkommando 52 (Robert Kosch) mit der 217. Infanterie-Division (Gallwitz-Dreyling) und der kombinierten Kavallerie-Division von der Goltz im Raum Sistova an der Donau für den Hauptangriff versammelte, begann umgehend der Angriff der bulgarischen 3. Armee (General Stefan Toschew) in der Dobrudscha.
Am 6. September gelang es bulgarisch-deutschen Kräften, nach fünftägigem Kampf die Festung Tutrakan zu erobern. Die bulgarische 4. Division unter Generalmajor Kiselow warf dabei die rumänische 17. Division unter General Teodorescu siegreich zurück. Die rumänische 9. Division und die Gruppe des Generals Besarabescu musste am 10. September die Festung Silistra aufgeben. Die rumänische 19. Division ging nach den Kämpfen bei Bazardjik (5. – 7. September) vor der bulgarischen 6. Division zwischen Kotschmar und Karapelit zurück und musste Dobritsch aufgeben. Die rumänische Dobrudscha-Gruppe musste sich nach dem Gefecht bei Cobadin (17.–19. September) auf Topraisar zurückziehen, gleichzeitig landeten russische Verstärkungen im Hafen von Constanza.
Die vollkommen überraschte rumänische Führung versuchte, darauf sofort mit einer Gegenoffensive zu antworten. Die russisch-rumänische Dobrudscha-Armee (etwa 8 Divisionen) unter General Sajontschkowski versuchte währenddessen, gegen die Bulgaren eine Gegenoffensive zu starten, gleichzeitig sollten etwa 5 Divisionen der rumänischen 3. Armee südlich der Hauptstadt bei Flămânda über die Donau ins bulgarische Hinterland einbrechen. Die von General Alexandru Averescu schlecht organisierte Flămânda-Offensive (29. September – 3. Oktober) erwies sich als Fehlschlag: Obwohl den Rumänen die Überquerung der Donau zwischen Rustschuk und Tutrakan gelang und zwei rumänische Divisionen einen südlichen Brückenkopf bei Orjachowo errichten konnten, musste das Unternehmen nach Unterbrechung der Brücke durch die k.u.k. Donau-Monitore abgebrochen werden. Die Bulgaren konnten den Brückenkopf schnell eindrücken und bis zum 5. Oktober vollständig beseitigen. Die russisch-rumänischen Kräfte in der Dobrudscha (Armata Dobrogea) wurden zwar über die Schwarzmeerhäfen weiter verstärkt, konnten aber bis Mitte Oktober durch die bulgarische 3. Armee mehr als 100 Kilometer zurückgeworfen werden. Die Städte Constanza und Cernavodă gingen verloren und Bukarest war nun an seiner linken Flanke bedroht.
Die ab 20. Oktober aufmarschierende russische Donauarmee unter General Sacharow versuchte sofort, die Lage wiederherzustellen. Die Armee zählte nach der Vereinigung mit den Truppen  Sajontschkowskis vorerst nur etwa 40.000 Mann, wurde aber laufend verstärkt. Sacharow beschwerte sich mehrmals bei Alexejew, dass er zu geringe Kräfte zur Verfügung habe, um seine Aufgabe zu erfüllen. Derweil hatten deutsche und österreichische Truppen die Einfallstore nach Siebenbürgen ausreichend gesichert und bereiteten von Norden her den eigenen Vorstoß in Richtung auf die feindliche Hauptstadt vor.

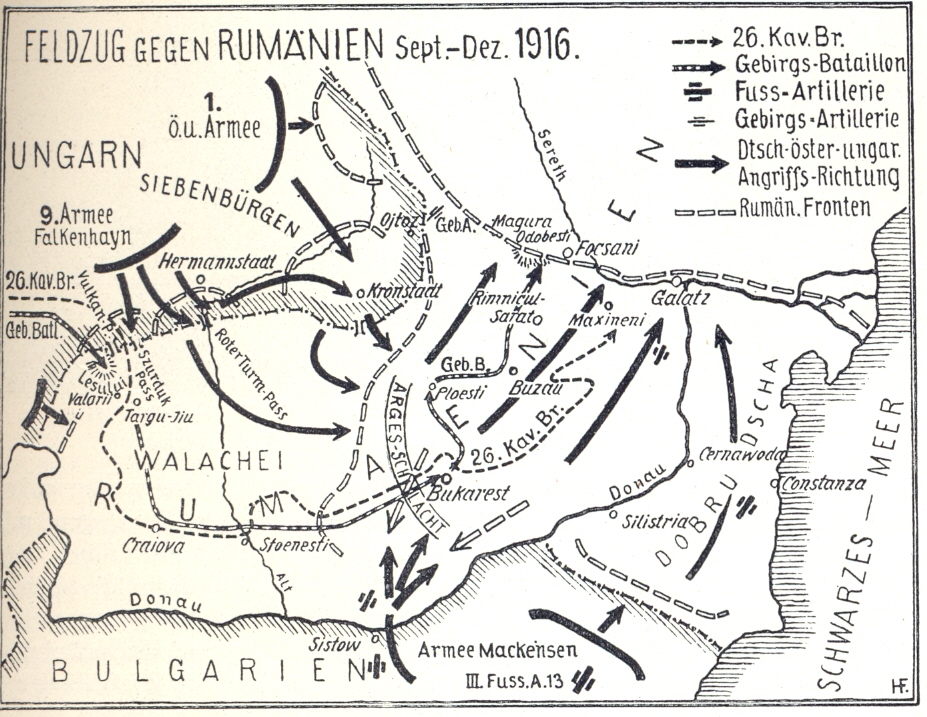
Grobe Übersicht des Vormarsches der 9. Armee und der Heeresgruppe Mackensen 1916

### Gegenoffensive der Mittelmächte in der Walachei
Falkenhayn hatte schon Ende Oktober die Gruppe Kneußl (bayerische 11. und 12. Division) beauftragt, den Durchbruch durch das Vulkan-Gebirge nach Süden auszuführen, Ende Oktober übernahm dort das neu herangeführte Generalkommando 54 – die Gruppe Kühne – mit neuen Verbänden die Führung. Die gegenüberliegende rumänische Korpsgruppe Coandă der 1. Armee, die seit 11. Oktober von General Ioan Dragalina kommandiert wurde, konnte noch bis Mitte November dem feindlichen Druck standhalten.
Nach der Ankunft der 41., 109. und 301. Infanterie-Division wurde der Austritt der Armee Falkenhayn aus den Transsilvanischen Gebirgskamm möglich. Die am rechten Flügel am Szurduk-Pass angesetzte Gruppe Kühne erreichte im Zusammenwirken mit dem neu zusammengesetzten Kavalleriekorps Schmettow (jetzt 6. und 7. Kavallerie-Division) den Durchbruch über das Gebirge und nach dem Sieg in der Schlacht von Targu Jiu (15. bis 17. November) den Eintritt in die Ebene der Kleinen Walachei. Die Gruppe Krafft, jetzt am anderen Flügel der 9. Armee eingesetzt, konnte den Austritt aus dem Gebirge in Richtung auf Curtea de Argeș erreichen. Nachdem die Kavallerie Schmettows am 21. November Craiova besetzen konnte, sicherte sie drei Tage darauf einen Übergang über den Alt-Abschnitt. Ende November waren alle Verbände der Mittelmächte zur Verfolgung auf Bukarest angesetzt, wohin sich auch die geschlagenen rumänischen Kräfte zurückzogen.
Bevor die deutsche 9. Armee von Norden her weiter vorgehen sollte, hatte ein gemischter Verband aus deutschen, bulgarischen und österreichisch-ungarischen Truppen unter Generalfeldmarschall von Mackensen die Donau zu überschreiten und von dort aus gegen die Hauptstadt Bukarest vorzugehen. Dieser strategische Stoß sollte die Operationen gegen Bukarest einleiten und wurde durch eine Ablenkungsattacke der 3. bulgarischen Armee unter General Stefan Toschew entlang der Küste des Schwarzen Meeres in die Dobrudscha begleitet.

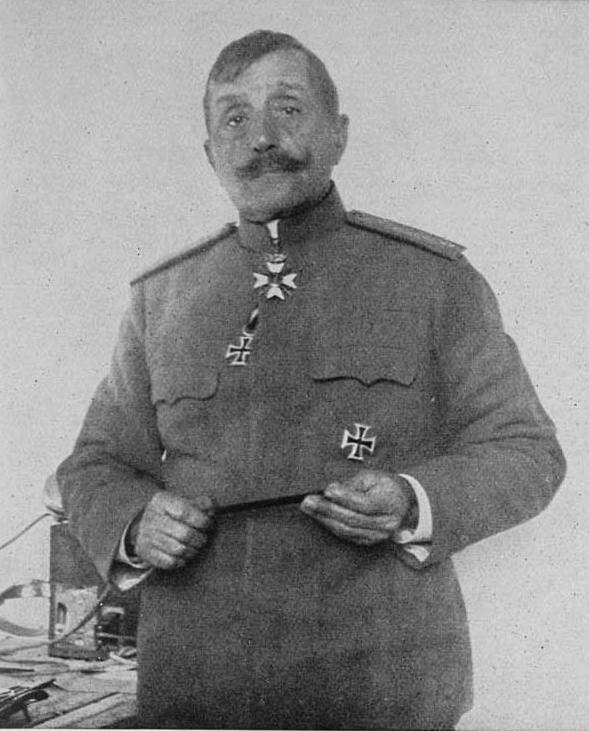
Stefan Toschew, Oberbefehlshaber der bulgarischen 3. Armee

Am 23. Oktober begann Mackensen seine Zentraloffensive und überquerte mit deutsch-bulgarischen Verbänden (Generalkommando 52) die Donau im Raum Swischtow. Das schwierige Unternehmen wurde durch die Artillerie der österreichischen Donaumonitore gedeckt und unter Führung der k.u.k Pioniertruppen unter General Gaugl gelöst. Mackensens Heeresgruppe hatte nach der Errichtung eines Brückenkopfes bei Zimnicea freien Zugang zur gegnerischen Hauptstadt, da die Rumänen gegen die beiden anderen Angriffe der Mittelmächte vollständig beansprucht waren.
General Constantin Prezan gab Ende Oktober die Nord-Armee an Armeegeneral Cristescu ab und übernahm den Oberbefehl der Verteidigung der jetzt unmittelbar bedrohten Hauptstadt. Am 29. November begann der Angriff der deutsch-bulgarischen Donau-Armee auf Bukarest, zwischen 1. und 3. Dezember rangen die Gegner in der Schlacht am Argesch. Die letzte Episode des Kampfs um Bukarest war ein Flankenangriff, der vom Leiter der französischen Militärdelegation General Henri Mathias Berthelot initiiert wurde und die deutsche 217. Infanterie-Division eine Zeitlang in arge Bedrängnis brachte. In der Marneschlacht 1914 hatte ein vergleichbares Manöver Paris gerettet. Der durch das unerwartete Eingreifen der Gruppe Kühne vom Westen her vereitelte Erfolg des Unternehmens verbrauchte die restlichen Reserven des rumänischen Heeres. Die Soldaten der Heeresgruppe Mackensen drangen am 6. Dezember 1916 in die rumänische Hauptstadt ein. Auf dem Rückzug der rumänischen Truppen brannten diese die Öl- und Getreidefelder bei Ploiești nieder. Das deutsche XXXIX. Reserve-Korps unter General Hermann von Staabs sicherte sich die für die Kriegswirtschaft wichtigen Ölfelder, das I. Reserve-Korps unter General von Morgen konnte gleichzeitig Târgoviște besetzen.

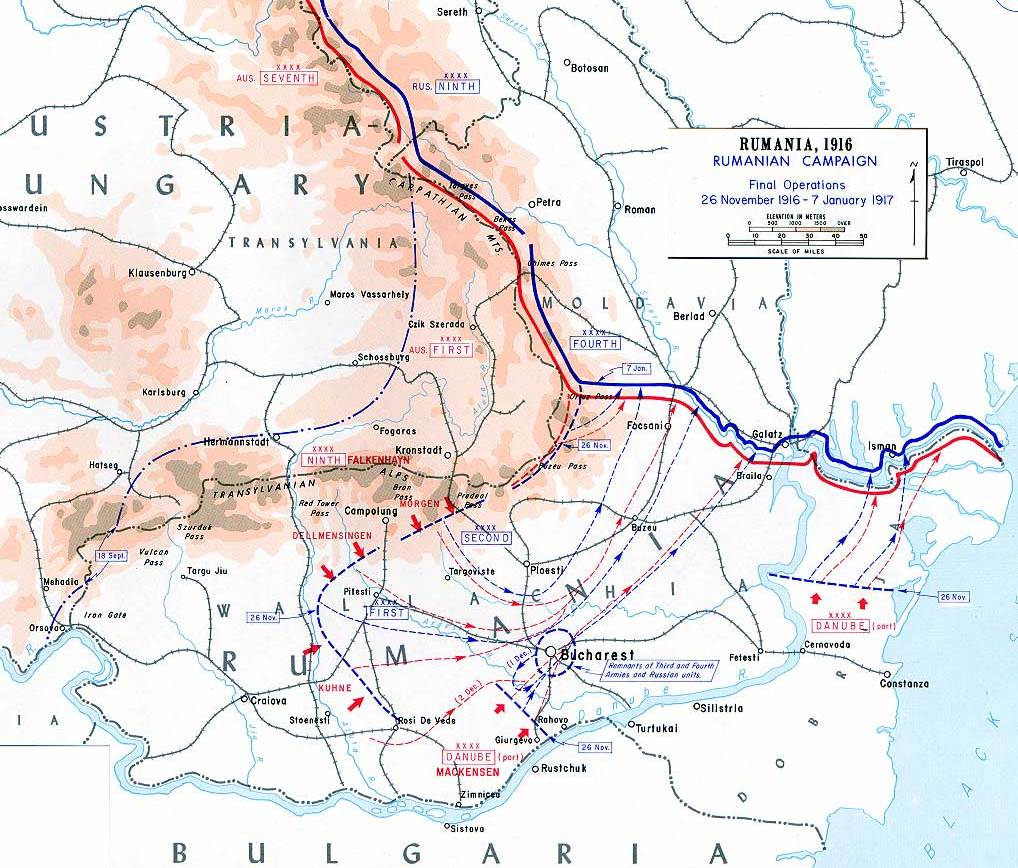
Eroberung Rumäniens durch die Mittelmächte

### Kriegsschauplatz an der moldauischen Grenze
Die restlichen rumänischen Truppen zogen sich nach einer weiteren Niederlage bei Rimnicul-Sarat am 28. Dezember an die Grenze der Moldau zurück. Auf dem Rückzug gingen weitere acht ihrer 22 verbliebenen Divisionen verloren. Angesichts dieser Katastrophe schickte der russische Stabschef Alexejew weitere Truppen, um ein Vordringen der Heeresgruppe Mackensen nach Südrussland zu verhindern. Nach der Schlacht an der Putna stabilisierte sich die Front Anfang Januar 1917 an der Linie Ostkarpaten-Focsani-Galatz. Die Gruppe Krafft wurde in Richtung zur Putna angesetzt, im Zentrum der 9. Armee war jetzt das I. Reserve-Korps mit der 89., der bayerischen 12. und der 76. Reserve-Division eingeschoben und im Vorgehen in Richtung auf Odobești – Pățești, die 216. und  301. Infanterie-Division war auf Focsani angesetzt. Die Gruppe Kühne griff mit der 41. und 109. Infanterie-Division aus den Raum Mărtinești gegen den Sereth an. Der rechte Flügel mit dem Kavalleriekorps Schmettow ging mit der 6. und 7. Kavallerie-Division nördlich des Buzau zum Sereth vor. Die Truppen unter General Kosch konnten am 5. Januar Braila besetzen und erreichten den unteren Sereth. Im Norden gelang der Gruppe Kühne am 8. Januar die Besetzung von Focsani und das Vorverlegen der Front auf Odobești. Am Südflügel der deutschen 9. Armee hielt die sogenannte Donauarmee (Generalkommando 52) unter General Kosch die Verbindung zu der am gegenüberliegenden Donau-Ufer liegenden bulgarischen 3. Armee, deren Oberbefehl am 25. November an General Stefan Neresow übergegangen war. Zur Verstärkung des Abschnittes am unteren Sereth wurde auch bulgarische Verbände und das osmanische VI. Korps unter General Mustafa Hilmi Pascha herangezogen. Nach Beginn des Stellungskrieges wurde die Gruppe Kühne und das Korps Schmettow an die Westfront verlegt und die 9. Armee ging in Defensive über.
Im Februar 1917 wies der Winter eine derartige Kälte auf, dass weder im Norden, noch im Süden größere Kämpfe stattfanden. Bis zum Frühjahr 1917 konnte sich auch die rumänische Armee unter Führung von General Averescu im Raum östlich Focșani reorganisieren. Aus Westeuropa wurden von der Entente 150.000 Gewehre, 2000 Maschinengewehre, 355 Geschütze samt 1,3 Millionen Granaten zur Ersetzung der verlorenen Kriegsgüter angeliefert. Die französische Militärmission unter General Berthelot überwachte die Umgliederung des rumänischen Heeres nach französischem Vorbild. Averescus Heer zählte wieder 400.000 Mann und wurde in fünf Korps mit 15 Infanterie- und zwei Kavallerie-Divisionen neu organisiert. Die russische 4. und 6. Armee (mit neu herangeführten 32 Infanterie- und 8 Kavallerie-Divisionen) wurden an beiden Flügeln des rumänischen Heeres stützend eingeschoben und eine eigene „Heeresgruppe Moldau“ unter General Dmitri Schtscherbatschow aufgestellt.
Zur Unterstützung der Kerenski-Offensive griffen die Rumänen zwischen Măraști–Nămoloasa an. Die Schlacht am Oituz-Pass begann am 26. Juli 1917 mit dem Angriff gegen das dort haltende österreichisch-ungarische VIII Korps. Am linken Flügel griff die russische 15. Division der 4. Armee (General Ragosa) hilfreich in die Kämpfe ein. Die rumänische 3. Infanterie-Division unter Generalmajor Margineanu konnte bei der Gruppe Gerok in die Stellungen der 218. Infanterie-Division einbrechen. Am 30. Juli ging die rumänische 2. Armee in den Waldkarpaten zum Gegenangriff über und entriss der k.u.k. 1. Armee (seit Anfang März unter General Rohr von Denta) bis zum 10. August sogar Teile ihrer Stellungen am Oituz-Pass.
Die deutsche 9. Armee (ab 10. Juni unter General von Eben) versuchte in der Schlacht von Mărășești (6. August bis 3. September) vergeblich die gegnerische Front zu durchbrechen. Im gesamten August und Anfang September kam es zu sehr verlustreichen Kämpfen, auch das bereits an die Westfront verlegte Alpenkorps wurde wieder an die Putna herangeführt und griff zur Susita an. Links wurde das XVIII. Reserve-Korps mit der 217. angesetzt, in der Mitte die 89. und die 76. Reserve-Division, am rechten Flügel die 216. Infanterie-Division, dahinter stand die 212. Infanterie-Division als Eingreifreserve zur Verfügung. Hinter der rumänischen 2. Armee (IV. und II. Korps) war die gesamte 1. Armee unter General Eremia Grigorescu (VI., V. und III. Korps) zur Abwehr bereitgestellt. In der letzten Phase der Schlacht ab 28. August konnte Muncelu (5 km nordwestlich von Panciu) von den Deutschen eingenommen werden, doch die Offensive wurde angesichts starker Gegenwehr und fehlender Reserven anschließend abgebrochen. Die ursprünglich beabsichtigte Einnahme von Mărășești war bereits Wochen zuvor aufgegeben worden. Am unteren Sereth und an der Donau bei Galatz im Abschnitt der Bulgaren blieb es gegenüber der russischen 6. Armee (General Zurikow) bis zum Waffenstillstand von Focșani vom 9. Dezember 1917 ruhig.

## Folgen
Wie von den russischen Kritikern vorausgesagt, hatte der Kriegseintritt Rumäniens nicht die Wende für die Entente gebracht, sondern ihren russischen Verbündeten weiter geschwächt.
In den Feldzügen des Jahres 1916 verlor die rumänische Armee von rund 560.000 mobilisierten Soldaten circa 310.000 als Kriegstote, Vermisste oder Gefangene. Die verbliebenen Einheiten zogen sich an die Moldau zurück.
Allerdings musste die Front an der Moldau gehalten werden, denn sonst würde der Gegner nach Südrussland einfallen. Für diese Aufgabe musste ein Drittel des russischen Heeres bereitgestellt werden. Dies machte die eigentliche zahlenmäßige Überlegenheit der Russen an der Ostfront seit 1916 zunichte.
Für die Mittelmächte erwies sich die Kampagne als ein Glücksfall. Nicht nur wurde das russische Militär in seiner Gänze geschwächt, die Mittelmächte zogen auch einen großen wirtschaftlichen Gewinn aus den besetzten Gebieten. Das Besatzungsregime unter Leitung der Deutschen konnte große Mengen an Nahrungsmitteln und Bauholz aus dem Land in das Deutsche Reich schaffen, zudem profitierte es von rumänischen Ölfeldern bei Ploiești.
Das Engagement des jungen rumänischen Nationalstaates endete zunächst in einer militärischen Katastrophe und der Besetzung des Landes. Nach dem Verlust von Bukarest hatte sich König Ferdinand I. und seine Regierung im Dezember 1916 nach Iași zurückgezogen, General Coandă wurde mit der Koordination der verbliebenen rumänischen Armee mit der zaristischen Armee beauftragt.
Infolge des Ausscheidens Russlands aus dem Krieg musste sich auch Rumänien zum Ausgleich bequemen und am 9. Dezember 1917 einen Waffenstillstand abschließen. Es war gezwungen, mit den Mittelmächten am 5. März 1918 in Buftea einen vorläufigen Friedensvertrag zu vereinbaren, in dem die südliche Dobrudscha an Bulgarien abgetreten wurde. Dieser vorläufige Friedensvertrag wurde zwei Monate später am 7. Mai 1918 durch den Frieden von Bukarest bekräftigt. Als sich die deutsche Niederlage in Frankreich abzeichnete, wurde der für die Neutralität eintretende Premier Alexandru Marghiloman zum Rücktritt gezwungen. Von 24. Oktober bis 29. November 1918 amtierte Coandă als neuer Ministerpräsident und Außenminister. Er erklärte den bisher vom rumänischen Parlament nicht ratifizierten Friedensvertrag mit den Mittelmächten für ungültig, leitete eine allgemeine Mobilisierung und den Wiedereintritt Rumäniens in den Krieg auf Seiten der Entente ein. Das Hauptziel seiner Regierung war die Eroberung von Siebenbürgen zur Errichtung eines Großrumäniens. Als Ergebnis des Ersten Weltkrieges und des Ungarisch-Rumänischen Krieges von 1919 ergaben sich für Rumänien schließlich große Gebietsgewinne, die im Vertrag von Trianon bestätigt wurden.

## Bilder

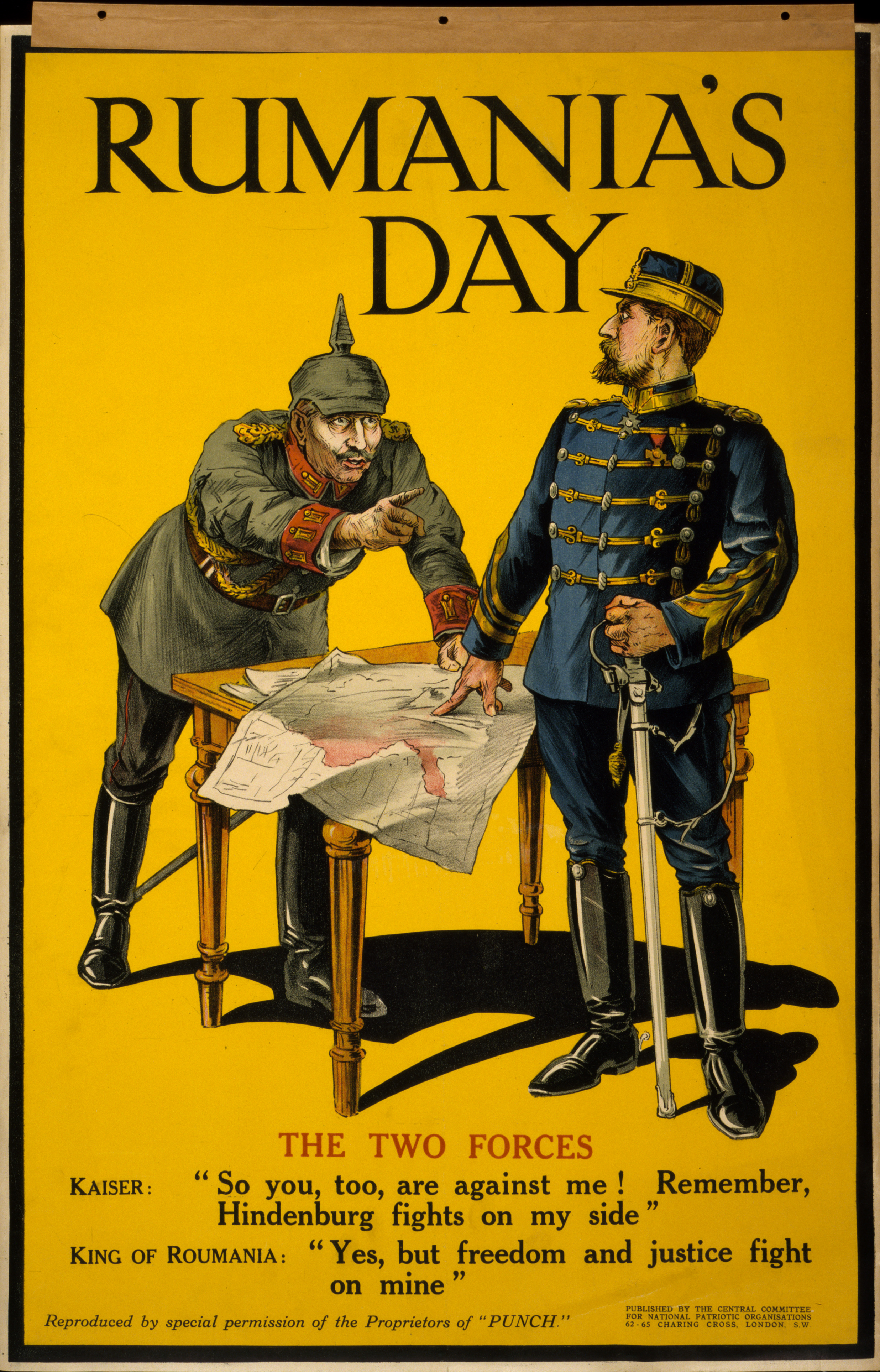
Britisches Propagandaplakat zum Kriegseintritt Rumäniens
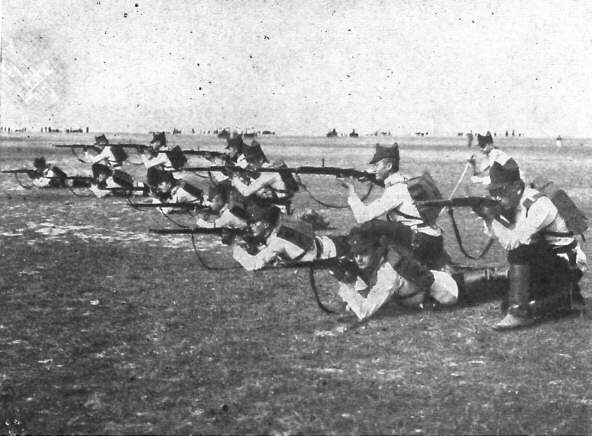
Rumänische Infanterie während der Ausbildung
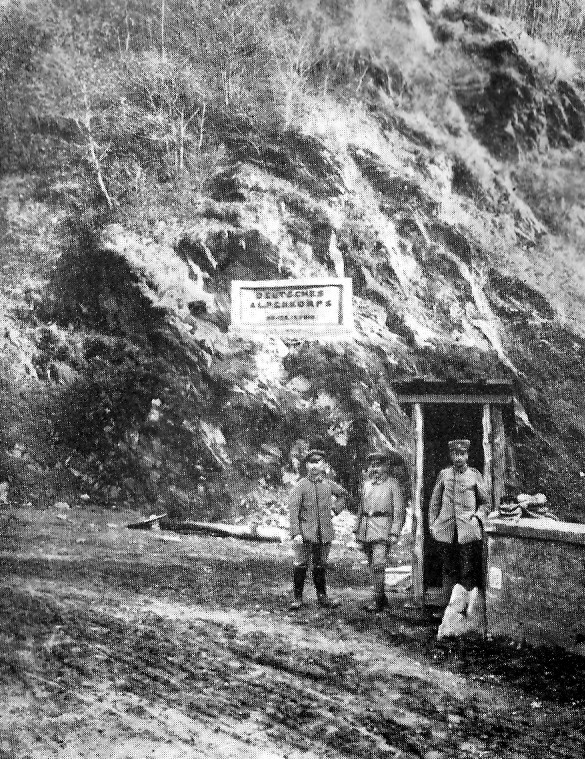
Roter-Turm-Pass: Deutsches Alpenkorps 26.–29. September 1916
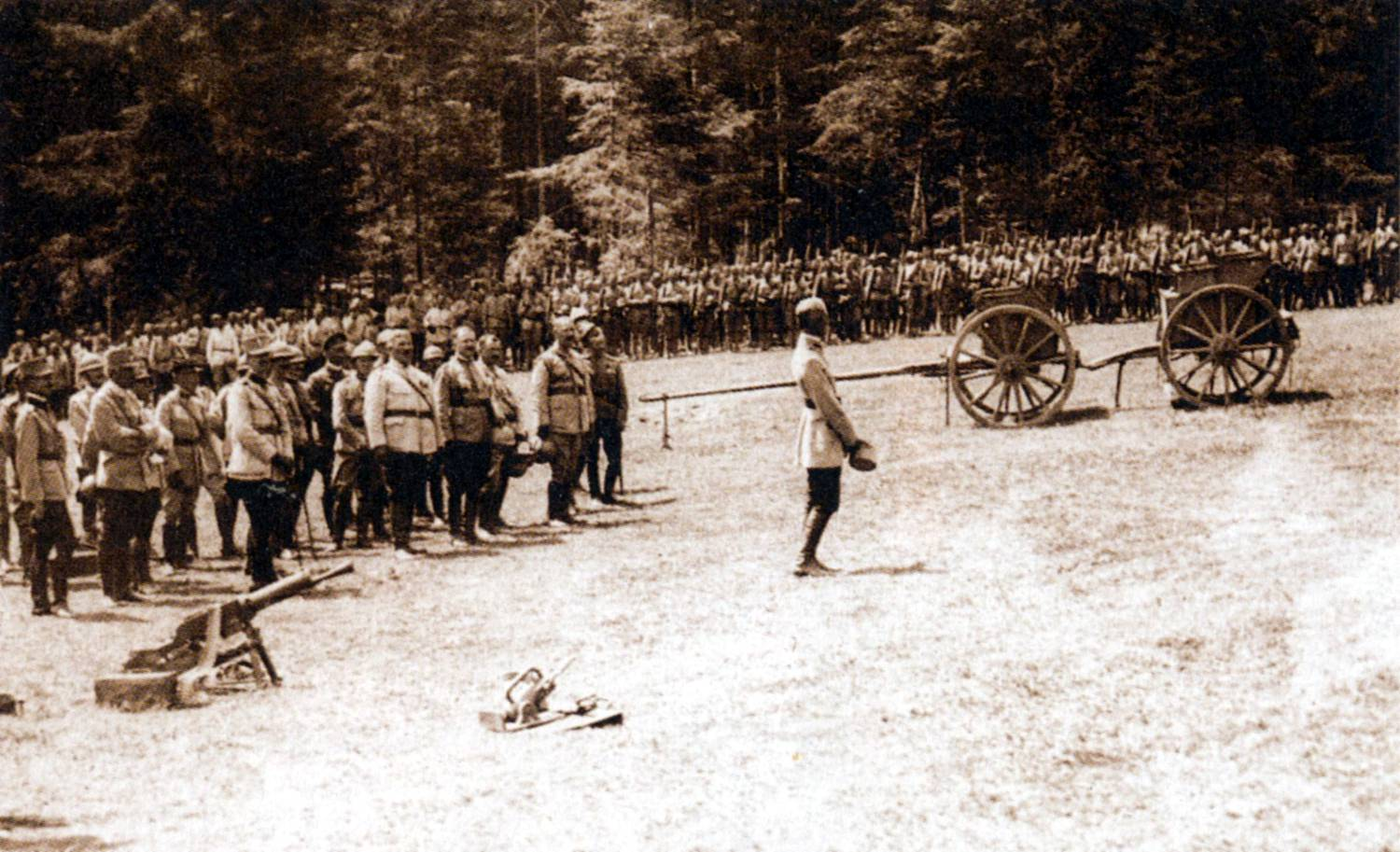
Rumänische Truppen bei Mărășești 1917
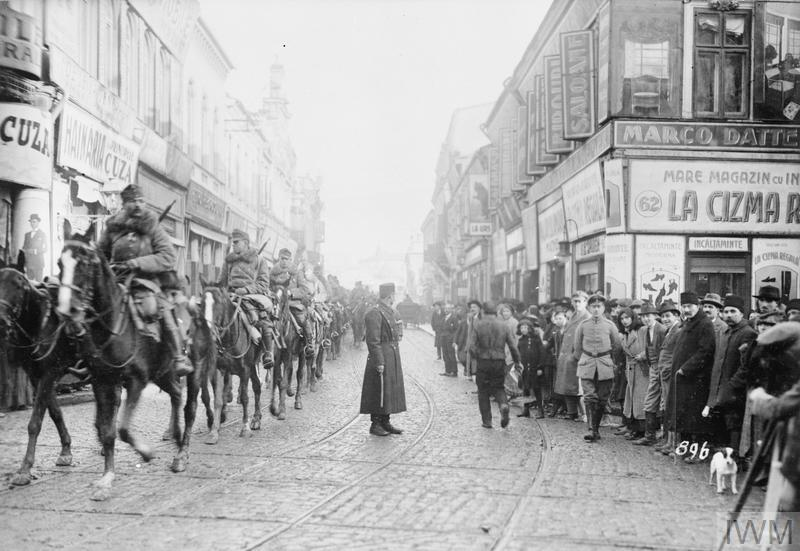
Einmarsch der Mittelmächte in Bukarest am 6. Dezember 1916
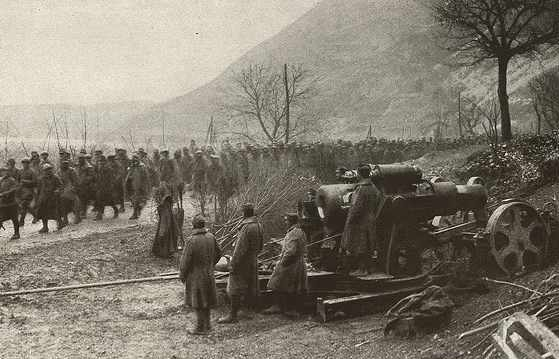
Rumänische Kriegsgefangene passieren ein österreichisches 30,5 cm Mörsergeschütz